# Chaetophiloscia hastata
Chaetophiloscia hastata is een pissebed uit de familie Philosciidae. De wetenschappelijke naam van de soort is voor het eerst geldig gepubliceerd in 1929 door Verhoeff.